# Thérèse Meyer-Kaelin

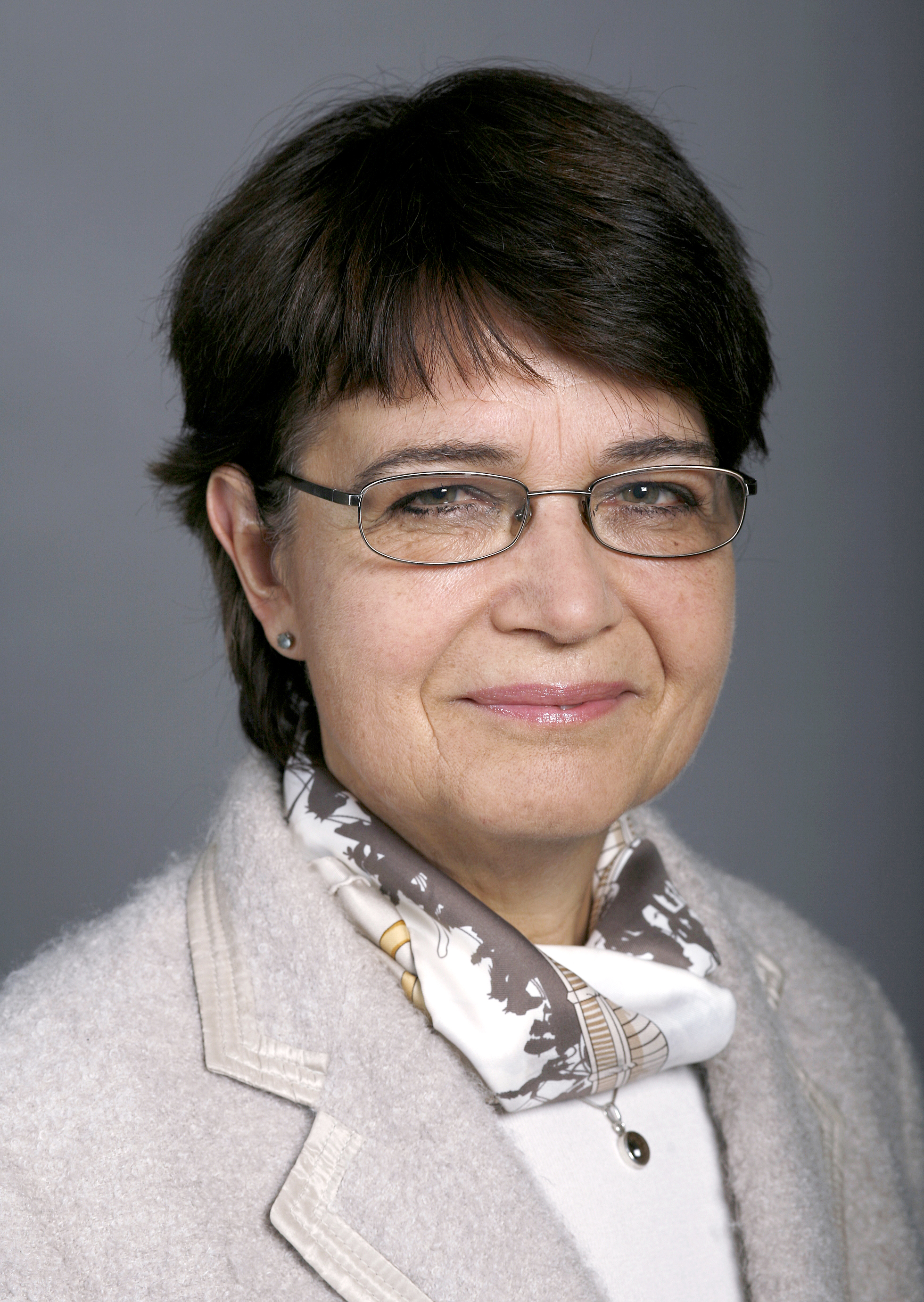
Thérèse Meyer-Kaelin

Thérès Meyer-Kaelin (* 17. Mai 1948 in Châtel-Saint-Denis) ist eine Schweizer Politikerin (CVP), ehemalige Nationalrätin und war 2005 Nationalratspräsidentin.

## Biografie
Die gelernte Laborantin mit Wohnsitz in Estavayer-le-Lac begann ihre politische Karriere 1980 als Mitglied des Stadtparlaments. Von 1991 bis 1999 war sie Stadtpräsidentin (syndic) von Estavayer-le-Lac und sass von 1996 bis 1999 im Grossen Rat des Kantons Freiburg, bevor sie bei den Wahlen 1999 in den Nationalrat gewählt wurde.
Nachdem Nationalratspräsident Jean-Philippe Maitre wegen eines Hirntumors sein Amt als Vorsitzender des Nationalrates am 1. März 2005 niederlegte, wurde Thérèse Meyer-Kaelin am 8. März 2005 zu seiner Nachfolgerin gewählt. 
Zu den Wahlen 2011 trat Meyer-Kaelin nicht mehr an.